# Castrione longicaudata
Castrione longicaudata là một loài chân đều trong họ Bopyridae. Loài này được Brasil Lima miêu tả khoa học năm 1980.